# Kutama
Kutama, Kutâma, Kotama, Ketama – plemiona berberyjskie z grupy plemion Sanhadża wywodzące się najprawdopodobniej z obszaru pomiędzy obecnymi miastami Dżidżili oraz Mila w rejonie gór Małej Kabylii. Na początku X w. obejmowały swoim zasięgiem znaczny obszar Afryki północnej.
Plemię Kutama znane było w starożytności pod nazwą Ucutumii. W 893 roku zostali zwolennikami szyizmu w ismailickiej odmianie, dzięki działalności Abu Abdallaha, którego zaprosiła do Maghrebu grupa pielgrzymów z plemienia Kutama, przebywająca wówczas w Mekce. Od tego czasu rozpoczęła się ekspansja plemion Kutama kierowana przez Abu Abdallaha przeciwko Aghlabidom. W 902 roku zajęli Milę, w 904 Satif, w 905 rozbili armię aghlabidzką, a w latach 906–907 opanowali prowincję Zab. W 908 zdobyli Haidrę i Kasrin, a wiosną ich wojska wkroczyły do dawnej Byzaceny. W 909 roku opanowali El Kef, a pod Laribus rozbili rezerwową armię Zijadata Allaha III, który w panice opuścił 20 marca tego samego roku swoją stolicę Rakkadę i uciekł do Egiptu. Opuszczona siedziba emira została całkowicie złupiona przez armię Kutama. W 910 roku plemiona Kutama opanowały Maghreb Środkowy po łańcuch górski Warsenis z Tahertem. 
Po zamordowaniu Abu Abdallaha w 911 roku z rozkazu Obaid Allaha założyciela Fatymidów, plemiona Kutama znalazły się pod kontrolą tej dynastii. Gdy Fatymidzi przenieśli swoją siedzibę z Ifrikijji do opanowanego w 969 Egiptu, zabrali ze sobą doborowe oddziały z plemion Kutama. Miejsce Fatymidów w Środkowym Maghrebie zajęli Zirydzi przeciwko, którym wiosną 988 wybuchło w Małej Kabylii powstanie plemion Kutama pod wodzą Abu l-Fahma. Zostało ono krwawo stłumione przez emira Al-Mansura, a Abu l-Fahm stracony. Za wybuchem powstania stały machinacje fatymidzkiego kalifa Al-Aziza.
Po podbiciu Ifrikijji w XII wieku przez Almohadów, plemiona Kutma weszły w skład ich regularnej armii, dzięki czemu zyskały przywileje prawno-podatkowe.